# Martella
Martella is een geslacht van spinnen uit de familie springspinnen (Salticidae).

## Soorten
De volgende soorten zijn bij het geslacht ingedeeld:
- Martella amapa Galiano, 1996
- Martella bicavata (Chickering, 1946)
- Martella camba (Galiano, 1969)
- Martella furva (Chickering, 1946)
- Martella gandu Galiano, 1996
- Martella goianensis Galiano, 1969
- Martella lineatipes F. O. P.-Cambridge, 1900
- Martella maria Peckham & Peckham, 1892
- Martella mutillaeformis (Taczanowski, 1878)
- Martella pasteuri Galiano, 1996
- Martella pottsi Peckham & Peckham, 1892
- Martella utingae (Galiano, 1967)